# Trichareva fulvilaniata
Trichareva fulvilaniata là một loài bướm đêm thuộc phân họ Arctiinae, họ Erebidae.